# 姐妹群
姐妹群或姊妹群（英文：sister group），是系统发生学上的常用概念，指親緣關係最近的两个分類單元（分类群），这两个分类群共有一个不为第三者所有的祖先，亦即牠們是由同一祖先分化而来的两个支系。
如下图所示：

| D | \| \| A \| \| \| \| \| \| B \| \| \| \| |
|   | \| \| A \| \| \| \| \| \| B \| \| \| \| |
|   | C                                       |
|   |                                         |
|   | A                                       |
|   |                                         |
|   | B                                       |
|   |                                         |

|  | A |
|  |   |
|  | B |
|  |   |

分類群 A 是分類群 B 的姐妹群，同时 B 也是 A 的姐妹群，两者从一个最近共同祖先演化而来，而关系较远的 C 就是牠們的外群。A 和 B 也可以组成一个更大的分类群 D，此时 D 就是 C 的姐妹群，反之亦然；以此类推，便可概括更多的姐妹群。在支序分類學的定义中，A、B、C 可以是生物类群、具体物种或生物样本。在表述物种之間的姐妹群關係時，常会使用“姐妹种”（英文：sister species）一詞。
需要注意的是，学者在使用姐妹群这一概念时，往往只考虑研究中所提及的对象。例如在表述现生动物之间親緣關係时，会提到鳄鱼和鸟类互为姐妹群，但这仅仅是對於現存类群而言——若将已灭绝的类群算进来，鸟类作为恐龙的後裔，与鳄鱼之间还隔着许多已灭绝的旁亲。因此，姐妹群只是一个相对的概念，仅用来描述研究中所列出的对象之间相对的亲疏远近关系。